# Dactylorhyncha pallida
Dactylorhyncha pallida är en fjärilsart som beskrevs av George Francis Hampson 1891. Dactylorhyncha pallida ingår i släktet Dactylorhyncha och familjen snigelspinnare. Inga underarter finns listade i Catalogue of Life.